# Мария Каролина Майа
Мария Каролина Майа (на английски: Maria Carolina Maia) е бразилска журналистка и писателка на произведения в жанра социална драма и публицистика.

## Биография и творчество
Мария Каролина Майа Монтейро е родена през 1979 г. в Сао Пауло, Бразилия. Получава бакалавърска степен по журналистика през 2002 г. и магистърска степен по социални науки през 2008 г. от Университета на Сао Пауло. Участник е в литературни курсове в литературните резиденции в Бангалор и Ню Йорк, както и в курсове по маркетинг, за което получава сертификат през 2016 г.
В периода 2001 – 2003 г. работи като репортер и помощник редактор към сайта за икономически новини „Бизнес град“. В периода 2003 – 2004 г. работи като новинарски репортер на различни теми за уикенд списанието на вестник „Сао Пауло днес“. В периода 2004 – 2008 г. работи като специалист вътрешна комуникация в компанията за електроснабдяване EDP Brasil. В периода 2008 – 2018 г. работи като репортер за култура и като редактор на раздела „Развлечения и култура“ на интернет страницата на списание „Вижте“. В периода 2018 – 2019 г. работи като редактор на уебсайта на списание „Форбс“ и едновременно е работи за уебсайта и социалните медии на Музея на изкуството на Сао Пауло „Асис Шатобриан“. От 2019 г. е ръководител на институционалната комуникация: уебсайт, социални мрежи, имейл маркетинг на компанията „Крафт Груп“.
Първият ѝ роман „Нашата сиранда“ е издаден през 2006 г. Историите в него описват промяната в Бразилия, от рибарското селище до първия хотел и нашествието на туристи, пътят към електрическата светлина и асфалта, хората, които се адаптират към тях, и други биват поглъщани от тях. Романът получава наградата „Изгряващ автор“ на Университета на Сао Пауло за дебютна книга и е номинирана за престижната награда за литература на Държавното правителство на Сао Пауло.
Мария Каролина Майа живее със семейството си в Сао Пауло.

## Произведения

### Самостоятелни романи
- Ciranda de nos (2006) – награда „Изгряващ автор“[2]
Нашата сиранда, изд. „Весела Люцканова“ (2015), прев. Антония Пеева
- Estratégias de Ar (2020)[1]

### Разкази
- „Тати и мама“ в сборника „Емоция : бразилска антология“ с.103 – 105, изд. „Весела Люцканова“ (2015), прев. Антония Пеева